# Dan van Husen
Dan van Husen (Gummersbach, 1945. április 30. – Iminster, Anglia, 2020. május 31.) német színész.

## Fontosabb filmjei
Mozifilmek
- Élve, de inkább holtan (Vivi o preferibilmente morti) (1969)
- Los desesperados (1969)
- El Condor (1970)
- Ágyú Cordobának (Cannon for Cordoba) (1970)
- Apacs kapitány (Captain Apache) (1971)
- Kötél és arany (¡Viva la muerte... tua!) (1971)
- A fekete farkasok üvöltése (Der Schrei der schwarzen Wölfe) (1972)
- Pancho Villa bosszúja (Pancho Villa) (1972)
- Vadnyugati szamuráj (Il bianco il giallo il nero) (1975)
- Egy maréknyi hagymáért (Cipolla Colt) (1975)
- Kitty szalon (Salon Kitty) (1976)
- Nosferatu: Az éjszaka fantomja (Nosferatu: Phantom der Nacht) (1979)
- Londoni randevú (The Lady Vanishes) (1979)
- Vérvonal (Bloodline) (1979)
- Tengeri farkasok (The Sea Wolves) (1980)
- Megvagy! (Gotcha!) (1985)
- Vadlibák 2: Rudolf Hess elrablása (Wild Geese II) (1985)
- Ellenség a kapuknál (Enemy at the Gates) (2001)
- Hart háborúja (Hart's War) (2002)
- Lélekvadászok (Darkhunters) (2004)
- Téli háború (Oorlogswinter) (2008)
- Megtorlás (Brimstone) (2016)
- Fellini nyomában (In Search of Fellini) (2017)

Tv-filmek
- A borzalom 21 órája (21 Hours at Munich) (1976)
- Az elit alakulat (Band of Brothers) (2001)
- Cunami, a gyilkos hullám (Tsunami) (2005)

Tv-sorozatok
- Nem kell mindig kaviár (Es muß nicht immer Kaviar sein) (1977, egy epizódban)
- Az Öreg (Der Alte) (1977–1985, három epizódban)
- Derrick (1979–1980, két epizódban)
- Tetthely (Tatort) (1980, 1991, két epizódban)